# 波蒂奇宫
40°49′11″N 14°20′28″E / 40.81972°N 14.34111°E
波蒂奇宫（Reggia di Portici）是意大利南部那不勒斯省波蒂奇的一座前皇家宫殿。今天，它是波蒂奇植物园的所在地，属于那不勒斯腓特烈二世大学。

## 历史
工程开始于1738年。今天宫殿为那不勒斯腓特烈二世大学农业系所在地。立面宽敞雄伟；宫殿的中央是一个大型方庭，通道原名卡拉布里亚路（Strada delle Calabrie），现名大学街（via Università）。宫内有两个大型公园，西可俯瞰那不勒斯湾，东可瞭望维苏威火山。
在宫殿的庭院左侧是皇家卫队的军营和帕拉丁礼拜堂（Cappella Palatina）。

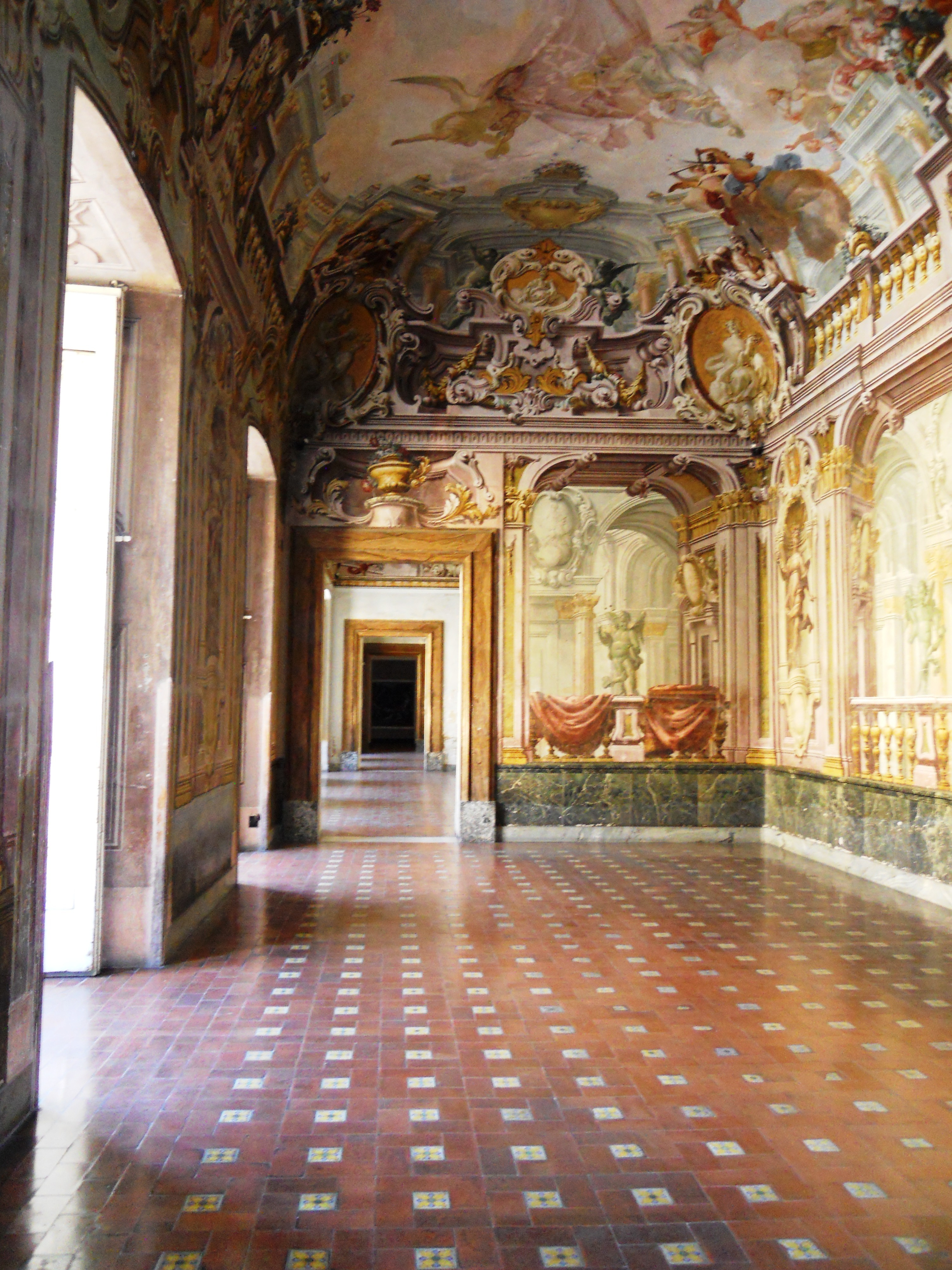